# Сен-Сернен (Канталь)
Сен-Серне́н (фр. Saint-Cernin, окс. Sant Sarnin) — коммуна во Франции, находится в регионе Овернь. Департамент — Канталь. Административный центр кантона Сен-Сернен. Округ коммуны — Орийак.
Код INSEE коммуны — 15175.
Коммуна расположена приблизительно в 430 км к югу от Парижа, в 100 км юго-западнее Клермон-Феррана, в 15 км к северу от Орийака.

## Население
| Год  | Численность | Численность |
| ---- | ----------- | ----------- |
| 1968 | 1448        | [ 7 ]       |
| 1975 | 1314        | [ 7 ]       |
| 1982 | 1245        | [ 7 ]       |
| 1990 | 1164        | [ 7 ]       |
| 1999 | 1128        | [ 7 ]       |
| 2006 | 1068        | [ 7 ]       |
| 2011 | 1086        | [ 7 ]       |
| 2013 | 1118        |             |
| 2015 | 1087        | [ 8 ]       |
| 2016 | 1100        | [ 9 ]       |
| 2017 | 1072        | [ 10 ]      |
| 2018 | 1072        | [ 11 ]      |
| 2019 | 1070        | [ 12 ]      |
| 2020 | 1062        | [ 13 ]      |
| 2021 | 1055        | [ 14 ]      |
| 2022 | 1047        | [ 4 ]       |

## Администрация
| Период | Период | Фамилия      | Партия | Примечания |
| ------ | ------ | ------------ | ------ | ---------- |
| 2001   | 2008   | Жильбер Кло  |        | врач       |
| 2008   |        | Ноэль Делурм |        |            |

## Экономика
В 2007 году среди 675 человек в трудоспособном возрасте (15—64 лет) 506 были экономически активными, 169 — неактивными (показатель активности — 75,0 %, в 1999 году было 67,0 %). Из 506 активных работали 481 человек (290 мужчин и 191 женщина), безработных было 25 (8 мужчин и 17 женщин). Среди 169 неактивных 45 человек были учениками или студентами, 68 — пенсионерами, 56 были неактивными по другим причинам.

## Достопримечательности
- Башня-донжон Марз (XIII век). Памятник истории с 1964 года[16]
- Церковь Сен-Сернен (XII—XIII века). Памятник истории с 1927 года[17]
- Замок Ражо (XV век). Памятник истории с 1964 года[18]
- Замок Фоссанж (XVIII—XIX века). Памятник истории с 2001 года[19]
- Замок Камбон (XIV век). Памятник истории с 1982 года[20]

## Фотогалерея

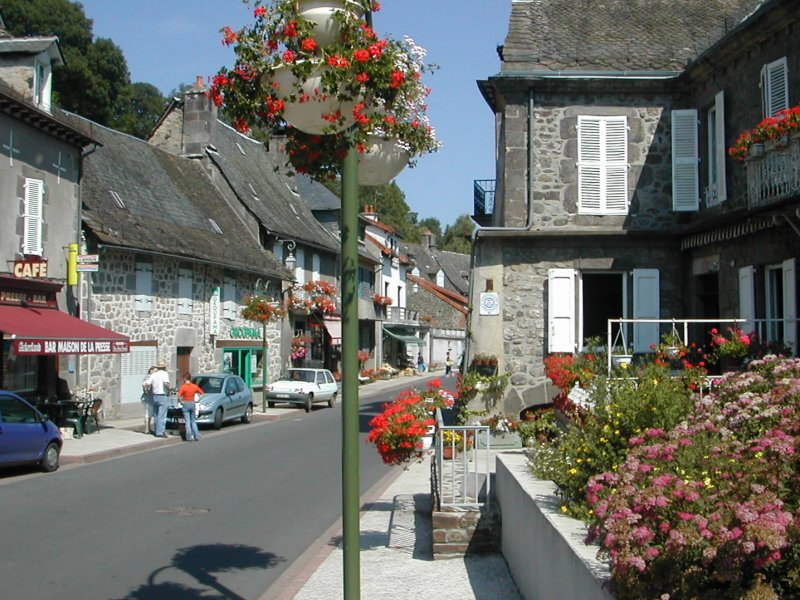
Сен-Сернен
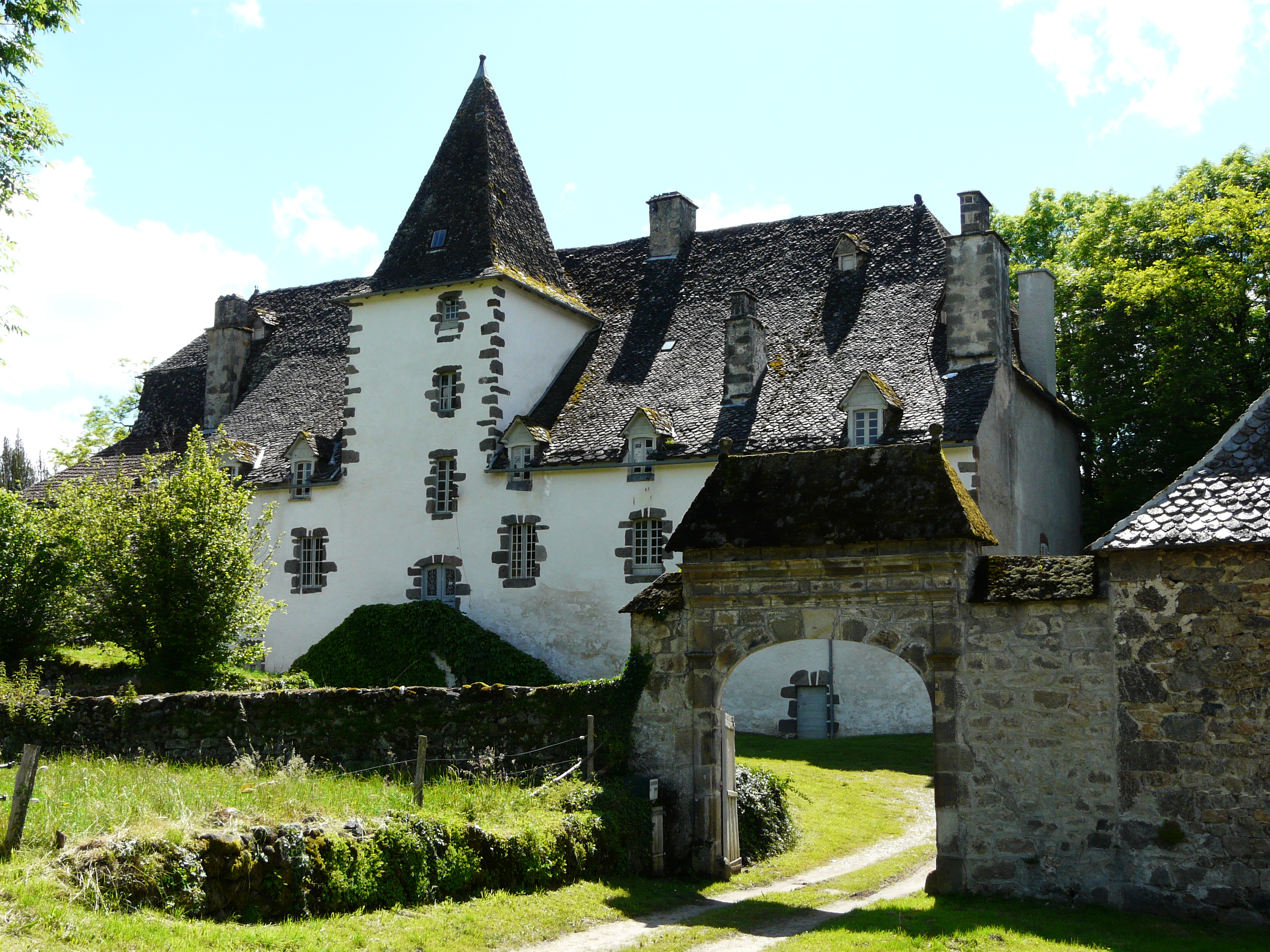
Замок Камбон
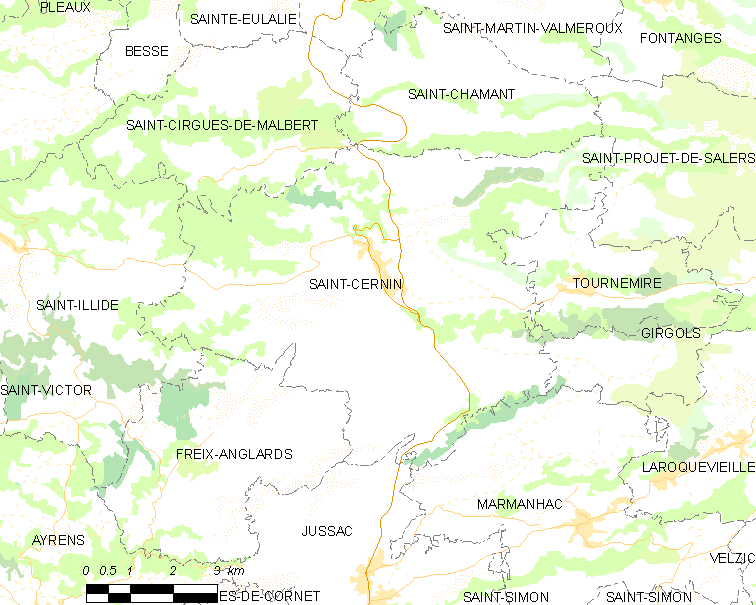
Карта коммуны